# Pius Fischbach
Pius Fischbach (Villmergen, 5 maart 1948) is een Zwitsers voormalig voetballer die speelde als verdediger.

## Carrière
Fischbach maakte zijn profdebuut voor FC Wohlen in 1961 en speelde bij de club tot in 1964. Hij verhuisde in 1964 naar FC Aarau waar hij speelde tot in 1969. Van 1969 tot 1970 speelde hij voor FC Wettingen. Het is niet geweten waar hij speelde van 1970 tot 1972; in 1972 tot 1973 speelde hij voor FC Grenchen. Nadien speelde hij nog voor FC Winterthur en FC Zürich; met Zürich won hij de dubbel in 1976.
Hij speelde veertien interlands voor Zwitserland waarin hij niet tot scoren kwam.

## Erelijst
- FC Zürich
  - Landskampioen: 1976
  - Zwitserse voetbalbeker: 1976